# 陸奥上郷郵便局
陸奥上郷郵便局（むつかみごうゆうびんきょく）は青森県三戸郡田子町にある郵便局である。民営化前の分類では集配特定郵便局であった（現在は集配機能を廃止）。局番号は84049。

## 概要
住所：〒039-0312 青森県三戸郡田子町石亀石亀84-6
局舎は小さく、窓口には昔ながらの雰囲気が漂う。

## 沿革
- 1937年（昭和12年）12月21日 - 電話交換業務開始[1]。
- 1978年（昭和53年）8月9日 - 電話交換業務を三戸電報電話局に移管[2]。
- 1986年（昭和61年）7月1日 - 風景入通信日付印の使用を開始。
- 2007年（平成19年）3月5日 - ゆうゆう窓口（郵便時間外窓口）を廃止し、配達センター局に移行。
- 2007年（平成19年）10月1日 - 民営化に伴い、併設された郵便事業八戸西支店陸奥上郷集配センターに一部業務を移管。
- 2012年（平成24年）10月1日 - 日本郵便株式会社発足に伴い、郵便事業八戸西支店陸奥上郷集配センターを陸奥上郷郵便局に統合。
- 2018年（平成30年）3月5日 - 集配業務を田子郵便局に移管、無集配局となる。

## 取扱内容
- 郵便、印紙、ゆうパック、内容証明
- 貯金、為替、振替、振込、国債
- 生命保険、バイク自賠責保険
- ゆうちょ銀行ATM（払い込み対応機種）

## 周辺
- さんのへフルーツロード
- 熊原川

## アクセス
- 田子町コミュニティバス 上石亀（旧称：石亀）停留所下車後、徒歩約1分
- 国道104号沿い
- 駐車場あり：1台